# Mother o' Dreams (film 1914)
Mother o' Dreams è un cortometraggio muto del 1914. Il nome del regista non viene riportato.

## Produzione
Il film fu prodotto dalla Essanay Film Manufacturing Company.

## Distribuzione
Distribuito dalla General Film Company, il film - un cortometraggio di una bobina - uscì nelle sale cinematografiche USA il 20 ottobre 1914.
Viene citato in Moving Picture World del 17 ottobre 1914.